# 星空 (電影)
《星空》，2011年電影，由林書宇導演，两岸三地合作拍摄，改編名作家幾米的繪本作品《星空》，是集結了奇幻、家庭、親子、溫馨、勵志等一部全方位的電影，由徐嬌、林暉閔、劉若英、庾澄慶、曾江、蔡淑臻、石錦航（五月天石頭）、桂綸鎂、應蔚民、李烈等人主演。

## 劇情簡介
劇中的國中生小美（本名:謝欣美，徐嬌飾）小時候和爺爺奶奶住在山上，那年冬天，搬到都市與父母同住，新的學校、陌生的環境，讓她感到疏離和冷淡，她懷念山上生活的純樸自然，以及湖面上那一片閃耀的星空。然而，小美父母工作壓力大又時常吵架。
有一天，小美被窗外吹奏耶誕樂曲的鄰居吸引，他是轉學生小杰（本名:周宇杰，林暉閔飾）。在學校，小美不時觀察小杰，放學後好奇地尾隨小杰來到文具店，小美為小杰深深吸引。小杰是班上的問題兒童，班上的惡霸常藉機找他麻煩，有一次小美看見惡霸們正在巷子裡毆打小杰，小美挺身而出解救了小杰，小杰因此也開始對小美產生好感。突然，小美爺爺驟逝，讓小美非常傷心，這時小杰邀請小美一起參加班級布置比賽，小美因此有了慰藉。他們一起去拼圖店找《星夜》缺少的一塊拼圖、一起晚上留在學校布置、一起聊心事，感情非常好。
此時，小美父母忍受不了每天吵架的生活，協議離了婚，而小杰媽媽為逃離殘暴的爸爸，決定再次搬家，小美鼓起勇氣選擇了和小杰一起前往爺爺山中的小木屋看美麗的星空。在人跡罕至的山林中，他們走錯了路，最後迷失在深林中，幸好，找到一棟廢棄的教堂過夜，當晚，小杰吐露自己悲慘的家庭遭遇，小美開始感到幸福，因為有一對愛她的爸爸媽媽。隔天，他們走回正確的路並抵達爺爺的小木屋。晚上，因為霧太濃而看不見星星，小美也突然發燒感冒，小杰背著小美回小木屋時快速瞥了一眼美麗的星空，小美昏睡過去，夢中看見森林中的小杰和恩愛的父母像拼圖一片片剝落，又看見爺爺彷彿還在小木屋陪伴她。當她再次醒來，看見媽媽在醫院陪著她，男孩就彷彿從來不曾存在於她的生活中似的消失了。
高一那年，小美收到信封裝著《星夜》缺少的一塊拼圖。多年過後，在巴黎的街道上，長大成人的小美被一間拼圖店所吸引，驚訝地在店裡看見和自己相同的少了一塊拼圖的《星夜》，此時鏡頭轉向店員背影靠近，電影於此結束。

## 演員陣容
虽然一切都会过去，但是在放手之前，想要抓多紧，就抓多紧，你还记得吗，那年夏天，最灿烂，最寂寞的星空。——小美片尾台詞

### 主要角色
| 演員姓名 | 角色姓名       | 介紹 |
| 徐嬌     | 謝欣美（小美） | 身处父母感情不睦、缺乏关爱的寂寞下，躲进幻想奇特的内心世界。                                                               |
| 林暉閔   | 周宇傑（小傑） | 牽動女主角小美心境、創造奇幻旅程的靈魂人物。                                                                               |
| 劉若英   | 小美媽媽       | 一心想摆脱婚姻羁绊、追寻梦想的母亲。                                                                                       |
| 庾澄慶   | 小美爸爸       | 身处工作及婚姻问题双重压力。                                                                                               |
| 曾江     | 小美爺爺       | 十分疼愛女主角的爺爺，女主角在劇中曾因爺爺的死亡而痛哭。                                                                   |
| 石錦航   | 老師           | 小美班上的級任老師。 |
| 蔡淑臻   | 小傑媽媽       | 男主角的父親不停騷擾這位單親媽媽與男主角，兩人必需不停搬家。男主角的媽媽雖然在劇中戲份少，卻也是改變整個劇走向的主要角色。 |

### 客串演出
| 演員姓名 | 角色姓名 | 介紹                   |
| 桂綸鎂   | 謝欣美   | 小美成年               |
| 李烈     |          | 文具店（賣拼圖）的店長 |

## 電影歌曲
| 性質   | 歌曲 | 演唱者 | 填詞 | 作曲 |
| ------ | ---- | ------ | ---- | ---- |
| 主題曲 | 星空 | 五月天 | 阿信 | 石頭 |

### 電影原聲帶
- 《星空》電影原聲帶〈星空〉由日本後搖滾音樂家World's End Girlfriend創作。

## 製作

### 製作團隊簡介
- 出品人：王中军、汤珈铖、刘蔚然
- 总制片人：王中磊
- 製片人：刘蔚然、陈国富
- 总监制：陈国富
- 联合监制：张大军、李雨珊
- 策划：杨庭恺、庄丽钰、严守白
- 编剧、导演：林书宇
- 攝影指導：包轩鸣 (Jack Pollack)
- 美術指導：蔡珮玲

### 取景地點
電影在阿里山國家風景區多處取景，其中電影後半段小美和小杰前往爺爺的藍色小木屋，是為電影拍攝特別打造的，當初座落阿里山行水區，周遭生長茂密森林，拍攝結束遷移至奮起湖附近，同年12月開放參觀。
雖然計畫於2011年6月開鏡，但為配合台北車站翻新工程，提前在3月其中兩天拍攝電影一開頭小美坐在台北車站的橋段。另外，片中出現多所台北學校，包括：中正國中、成功高中。此外，本片亦實際至巴黎取景。

### 佚事
因為配合片中關於台灣學校的劇情，導演林書宇特別讓本片女主角徐嬌短暫就讀中正國中七年級，體驗台灣學生生活，並學習台灣腔，但因媒體偷拍造成困擾，僅三天即告終。此外，電影中的小美同班同學是中正國中學生飾演。

## 獎項

### 第六屆亞洲電影大獎
- 入圍最佳視覺效果：肖洋、常松、老A、李明雄、李金輝[5]
- 入圍最佳新演員：林暉閔[6]

### 第14屆臺北電影獎
- 獲獎 最佳技術獎
- 獲獎 最佳新演員：林暉閔
- 入圍 最佳劇情長片

### 第16屆釜山國際影展
- 入圍 正式竞赛片

### 第49屆金馬獎
- 入圍 最佳新演員：林暉閔
- 入圍 最佳改編劇本：林書宇
- 入圍 最佳視覺效果：肖洋、常洪松、老A、李明雄、李金輝
- 入圍 最佳美術設計：蔡珮玲

## 資料來源
1. ↑  《星空》口碑沸騰！全台票房不斷延燒! 的存檔，存档日期2016-03-09.
2. ↑  .   [2012-05-03]. （原始内容存档于2012-05-10）.
3. ↑  彭懷玉. . ETtoday旅遊雲. 2018-04-02  [2022-12-18]. （原始内容存档于2022-12-18）.
4. ↑  林志勳、管婺媛. . yahoo. 2011-03-10  [2022-12-18]. （原始内容存档于2022-12-18）.
5. ↑  第六屆亞洲電影大獎官網 的存檔，存档日期2016-04-21.
6. ↑  中國時報2012/01/18影視娛樂版 的存檔，存档日期2012-01-21.

## 外部連結
- 《星空》官方部落格 （页面存档备份，存于）
- Yahoo奇摩電影上《星空》的資料（繁體中文）
- MSN娛樂上《星空》的資料（繁體中文）

- 開眼電影網上《星空》的資料（繁體中文）
- 豆瓣电影上《星空》的資料 （简体中文）
- 时光网上《星空》的資料（简体中文）
- AllMovie上《星空》的资料（英文）
- 爛番茄上《星空》的資料（英文）
- 香港影庫上《星空》的資料（繁體中文）
- 互联网电影数据库（IMDb）上《星空》的资料（英文）